# إلا الطلاق (مسلسل)
إلا الطلاق هو مسلسل درامي مصري قصير من 10 حلقات، تم عرضه لأول مرة في 2 مايو 2024 على منصة أمازون برايم فيديو، ثم أُتيح لاحقًا على منصة شاهد. المسلسل من إخراج محمد بركة، وسيناريو وحوار مريم نعوم، ويستند إلى عمل ياباني بعنوان All But Divorced (2021). يُعد المسلسل من الأعمال التشويقية التي تجمع بين الدراما النفسية، الغموض، والجريمة.

## القصة
تدور أحداث المسلسل حول يارا (دينا الشربيني)، معلمة كيمياء في إحدى المدارس الدولية، تسعى لتحقيق حلمها بالإنجاب بعد زواج استمر أكثر من سبع سنوات من سيف (إياد نصار)، وهو كاتب حر يعاني من اضطرابات نفسية ومالية ناتجة عن ماضيه المعقد كونه ابنًا بالتبني. تتصاعد التوترات بين الزوجين بسبب رفض سيف فكرة الإنجاب، مما يثير شكوك يارا في خيانته. تكتشف يارا لاحقًا علاقة سيف بـحبيبة (سلمى أبو ضيف)، التي تُخبرها بحملها منه، مما يؤدي إلى مواجهة عنيفة تنتهي بجريمة قتل تُقلب حياة الزوجين رأسًا على عقب.تتطور الأحداث في إطار من التشويق والإثارة، حيث يتورط سيف ويارا في سلسلة من الجرائم والأحداث غير المتوقعة، بما في ذلك دفن جثة حبيبة في حديقة منزلهما، ومحاولات حسن (شقيق حبيبة) وخالد (شخصية مرتبطة بالأحداث) لكشف الحقيقة. تنتهي القصة بنهاية مثيرة للجدل، حيث يُقتل سيف ثأرًا لشقيقة حسن، وتسافر يارا خارج البلاد بعد سلسلة من الصراعات النفسية والأخلاقية

## طاقم العمل
- دينا الشربيني: تجسد شخصية يارا، معلمة كيمياء تسعى للإنجاب وتواجه تحديات زوجية معقدة.
- إياد نصار: يلعب دور سيف، زوج يارا، الذي يعاني من صراعات داخلية بسبب ماضيه وعلاقته بوالده.
- سلمى أبو ضيف: تجسد دور حبيبة، عشيقة سيف، التي تُشعل فتيل الأحداث بسبب علاقتها المعقدة.
- صفاء الطوخي: تلعب دور أم يارا، التي تصر على طلاق ابنتها من سيف.
- ياسر علي ماهر: يظهر في دور ثانوي يدعم تطور الأحداث.